# Теракт в церкви Мар-Элиас
22 июня 2025 года по меньшей мере один боевик открыл стрельбу по прихожанам и привёл в действие пояс со взрывчаткой внутри греческой православной церкви Святого Ильи в Дамаске, Сирия, во время молитвы, убив не менее 25 человек и ранив более шестидесяти.
Местные СМИ сообщили, что среди погибших были дети. Хотя ни одна группировка пока не взяла на себя ответственность, Министерство внутренних дел Сирии заявило, что ответственность за нападение несёт «Исламское государство» и что террорист-смертник открыл огонь по людям, прежде чем привести в действие свой взрывной жилет.
Атака стала первым терактом смертника в Дамаске после падения режима Асада в 2024 году и одним из самых смертоносных за многие годы.

## Теракт
22 июня 2025 года террорист-смертник открыл огонь, а затем привел в действие свой взрывной жилет внутри церкви Мар-Элиас в Дамаске, Сирия. Епископ Антиохийского Патриархата Моисей (Хури) сообщил, что нападавший также бросил гранату в церковь во время дневной мессы. Свидетель рассказал, что видел нападавшего, которого сопровождали двое других, сбежавших, когда он проезжал мимо церкви.
Мелетий Шахати, священник церкви, сказал, что был второй стрелок, который стрелял в дверь церкви, прежде чем другой человек взорвал себя. Источник в службах безопасности тоже сообщил, что в нападении участвовали двое мужчин, включая террориста-смертника.

## Жертвы
Представители здравоохранения и служб безопасности заявили, что по меньшей мере 20 человек погибли и 52 получили ранения. Сирийская обсерватория по правам человека сообщила, что по меньшей мере 30 человек получили ранения и погибли, включая не менее 19 погибших и десятки раненых, но не привела точных цифр. Сирийское арабское информационное агентство, ссылаясь на Министерство здравоохранения, сообщило, что по меньшей мере 13 человек погибли и не менее 53 получили ранения. Местные СМИ сообщили, что среди пострадавших были дети. Сирийские силы гражданской обороны и официальные лица заявили, что по меньшей мере 15 человек погибли, причем ещё больше тел были найдены, а десятки получили ранения.

## Реакции
Министр информации Сирии Хамза аль-Мустафа осудил нападение, назвав его целенаправленным террористическим актом.
Демократическая автономная администрация Северной и Восточной Сирии осудила нападение, назвав его мрачным и подлым целенаправленным террористическим актом, и выразила соболезнования жертвам.
Специальный посланник Организации Объединённых Наций Гейр Отто Педерсен осудил нападение, назвав его гнусным преступлением и террористическим актом.
Представитель Министерства иностранных дел Франции Кристоф Лемeн заявил, что Франция осуждает нападение и подтверждает свою приверженность «переходу в Сирии, который позволит сирийцам, независимо от их религии, жить в мире и безопасности в свободной, единой, плюралистической, процветающей, стабильной и суверенной Сирии».